# Bol'šereč'e
Bol'šereč'e (in russo Большеречье?) è un insediamento operaio dell'oblast' di Omsk, in Russia, nella parte sud della Siberia Occidentale. È il centro amministrativo del distretto Bol'šerečenskij.
Si trova sulla riva sinistra del fiume Irtyš, 205 km a nord di Omsk e a 98 km da Tara.